# Bella Maddo
Bella Maddo ist ein 2010 veröffentlichter Kurzfilm von Regisseurin Janice Danielle. Es ist der erste Film, dessen gesamte Besetzung aus Transmenschen besteht. Der Film lief bei den Internationalen Filmfestspielen von Cannes in der Short Film Corner sowie unter anderem auf dem Outfest Film Festival in den USA.

## Handlung
Das Drama handelt von Bella, einer schwangeren Soziopathin, die unter ihrem Schlankheitswahn leidet und durch diesen das wohl ihrer jungen Tochter Angelica sowie das ihres ungeborenen Kindes vernachlässigt.

## Hintergrund
Die Besetzung besteht komplett aus Transmenschen, die cisgeschlechtliche Charaktere spielen. Dies soll es trans Personen zukünftig ermöglichen, auch Rollen zuspielen, welche nicht einem sexuellen Milieu zugeordnet sind.
In der Besetzung sind die erst neunjährige Miss Jazz wie auch das Model Isis King.
Janice erweiterte den Film zu einer 8-teiligen Miniserie. Zukünftige Regieprojekte für sie beinhalten einen Film, der komplett mit trans Kindern besetzt sein soll.

## Kritiken
In einer ausführlichen Rezession von Jennie Kermode heißt es, dass der Kurzfilm eine sehr feine Linie gehen musste, um Melodram und Komödie in Einklang zu bringen und sich dabei aufrichtig auch um die wahren Themen zu kümmern. Dank der starken Leistung von Regisseurin und Hauptdarstellerin Janice Danielle könne Bella Maddo diese Linie perfekt ziehen. Der Film hat jedoch an anderer Stelle einige Probleme, mit wackeliger Handlung und einem Ende, das die wirklich schwierigen Fragen beiseite lässt. 
Bella Maddo ist ein Film, der ausschließlich aus Transmenschen besteht. Alle spielen Cismenschen und vermeiden bewusst die Stereotypen, um die sich Trans-Charaktere sonst routinemäßig drehen. Abgesehen von seiner politischen Bedeutung ist Danielle's Herangehensweise wichtig, denn wenn man in einer anderen Geschlechterrolle zu leben lernt als der, in der man aufgewachsen ist, erkennt man oft sehr genau, wie viele Aspekte des Geschlechts in der Natur des Theaters liegen. Dies unterstreicht das seltsame Bedürfnis von Bella, dünn und glamourös zu sein, obwohl sie einen Ehemann hat, der sie so liebt, wie sie ist. Der Zuschauer kann sehen wie gefährlich ist, wenn man nur auf Äußerlichkeiten achtet.
therainbowtimesmass.com schrieb: „Bella Maddo  ist eine einzigartige und kraftvolle Leistung. Sie betrachtet Trans-Menschen nicht als Objekte der Neugier, die sie ausnutzen wollen, sondern als Individuen, die jede Rolle spielen können, wenn sie die Chance dazu haben.“